# Quarzo citrino
Il quarzo citrino è una varietà di quarzo, il cui colore è dovuto a impurezze di ferro trivalente (circa 40 parti per milione) nel reticolo cristallino (cambia lo stato d'ossidazione del ferro rispetto al quarzo di tipo ametista); il citrino naturale è molto raro. Grandi quantità di ametista, di solito di qualità inferiore, vengono riscaldate per farla diventare gialla o arancione e vendute come "citrino". Poiché il colore è ora causato da minerali di ferro finemente distribuiti, l'ametista riscaldata non è citrino in senso stretto, e inoltre non mostra dicroismo nella luce polarizzata. Il fatto che un cristallo mostri dicroismo non significa che sia citrino naturale, significa solo che non è ametista riscaldata. Alcuni cristalli di quarzo e di rocca affumicati possono ingiallire con un attento trattamento termico e/o irraggiamento, e questi cristalli mostreranno dicroismo.

## Etimologia e storia
Il nome deriva dal termine latino citrus, che designa il genere della famiglia degli agrumi di cui fanno parte il limone e l'arancia, dei quali la pietra ha il colore.
Poteva quindi essere applicato a tutte le pietre gialle e nel XII secolo inizialmente si riferiva alla varietà gialla dello zircone (anche giacinto). A partire dal XVI secolo circa, il termine citrino fu trasferito al quarzo macrocristallino di colore giallo.

## Colorazione
Ci sono varie teorie che cercano di spiegare la causa del colore del quarzo citrino. Come il quarzo affumicato, i citrini naturali impallidiscono quando riscaldati oltre i 200-500°C e ingialliscono di nuovo quando vengono irradiati e impallidiscono lentamente anche alla luce ultravioletta. Ciò indica la presenza di centri colore. Almeno una parte del citrino è colorato da centri di colore a base di alluminio e indotti dall'irradiazione correlati a quelli trovati nel quarzo affumicato. Sembra che esistano almeno due tipi di centri di colore gialli a base di Al con diversa stabilità termica.. Poiché i centri di colore giallo sono spesso più stabili di quelli di colore fumoso, alcuni quarzi affumicati possono essere trasformati in citrino con un attento riscaldamento. Il citrino naturale, così come il citrino prodotto dal riscaldamento del quarzo affumicato, è dicroico alla luce polarizzata.
La colorazione gialla del citrino è causata da due diversi meccanismi: i citrini contenenti ferro ottengono la loro colorazione da giallastra ad arancione da inclusioni submicroscopiche di ossido di idrossido ferrico (FeOOH). Queste particelle di ossido di ferro hanno una dimensione di circa 100 nm, assorbono la luce nella regione dello spettro dal viola al blu e quindi colorano il citrino dal giallo al marrone-arancio.
Il secondo processo di colorazione non è stato ancora chiarito in tutti i dettagli ed è simile ai centri colore del quarzo affumicato. I cristalli di quarzo contenenti tracce di ioni alluminio (Al3+) e ioni litio o idrogeno (Li+, H+) possono essere colorati di giallo-verdastro mediante irradiazione. Questi citrini sono colorati da difetti reticolari in cui l'alluminio (Al3+) è stato installato sulla posizione reticolare del silicio e del litio o dell'idrogeno in uno dei siti di griglia intermedi limitrofi, ad esempio nei canali a sei lati della struttura in quarzo. Successivamente, un atomo di ossigeno proveniente dalle vicinanze dello ione di alluminio può perdere un elettrone attraverso l'irradiazione radioattiva. Lo ione ossigeno risultante con un elettrone spaiato (cioè con una lacuna elettronica) assorbe la luce nella regione ultravioletta dello spettro e fa ingiallire il quarzo.
A seconda della causa e dell'origine della sua colorazione, esistono essenzialmente i seguenti tipi di citrino:
1. Citrini naturali giallo-arancio ricchi di ferro: si presentano come zone citrine nelle ametiste o come settori citrini nell'ametrina. Il colore è causato dalla segregazione di particelle submicroscopiche di idrossido di ferro.[2]
2. Ametiste bruciate, di colore dal giallo all'arancione-marrone: le ametiste provenienti da molte località (tra cui Brasile, Uruguay, Namibia, Tanzania e altre) possono essere trasformate in citrini tramite riscaldamento. Il colore è dovuto alle segregazioni submicroscopiche di ossido di ferro. A seconda dell'origine delle ametiste, sono necessari determinati intervalli di temperatura per innescare questa trasformazione. Ad esempio, le ametiste brasiliane assumono un colore giallo chiaro se riscaldate a 470 °C. Se la temperatura viene aumentata a 550-560 °C, le pietre assumono un colore giallo intenso o marrone rossastro.[9]
3. Quarzo affumicato bruciato: il quarzo affumicato può assumere il colore del citrino se riscaldato a 300-400 °C[9]
4. Quarzo sintetico ferroso: i citrini dal giallo al marrone possono essere coltivati idrotermicamente. Anche qui il colore è dovuto al ferro, che proviene dall'acciaio circostante dell'apparato idrotermale, per esempio. Le inclusioni submicroscopiche di ossido di ferro, l'incorporazione di Fe3+ in posizioni reticolari tetraedriche circondate da ossigeno e l'incorporazione di Fe2+ in siti di griglia intermedi circondati da ossigeno ottaedrico nei canali a sei lati della struttura di quarzo hanno un effetto colorante.
5. Quarzi colorati di giallo per irradiazione: i quarzi contenenti alluminio possono essere colorati di giallo per irraggiamento. Ciò può verificarsi naturalmente nella roccia o artificialmente in laboratorio. La fonte di radiazioni ionizzanti in natura è l'isotopo del potassio 40K, nonché l'uranio e il torio presenti nelle rocce circostanti. Un quarzo di colore simile può essere prodotto anche dal quarzo affumicato mediante tempratura a 300 °C. In entrambi i casi, i difetti elettronici sugli atomi di ossigeno sono responsabili del colore.
6. Colorazione giallo-verdastra dovuta a irraggiamento: anche questa è causata dall'irraggiamento del quarzo naturale, dalla tempratura del quarzo affumicato a 150-250 °C o da una combinazione di entrambi i processi. Si differenziano spettroscopicamente dai quarzi colorati di giallo per l'irraggiamento di una banda di assorbimento aggiuntiva nella regione violetta dello spettro (a circa 400 nm). Il colore è dato dalle lacune elettroniche nei difetti Al3+-Li+.[10]

## Origine e giacitura
Il citrino, come la maggior parte degli altri quarzi, si forma principalmente magmaticamente in pegmatiti con una composizione granitica. I citrini naturali, tuttavia, sono piuttosto rari e di colore giallo pallido con leggero pleocroismo.
Il quarzo citrino si trova anche in rocce vulcaniche, spesso nelle cavità, formando geodi, ma anche in vene quarzifere (citrino massivo).
I depositi naturali di citrino si trovano, solo per citarne alcuni, in Argentina (Salar del Hombre Muerto, provincia di Tucumán), Birmania (regione di Mandalay), Brasile (Marabá, Minas Gerais, Goiás, Rio Grande do Sul), Francia (nella provincia del Delfinato), Madagascar (nel campo di pegmatite di "Sahatany" nella regione di Atsimo-Atsinanana), Russia (negli Urali), Spagna (nella miniera di "Amistad" presso Salamanca), diverse contee degli Stati Uniti.
Le zone citrine nelle ametiste sono note, ad esempio, in India (distretto di Hyderabad) o in Brasile (Minas Gerais), così come in Bolivia (miniera di "Anahi" nel dipartimento di Santa Cruz).

## Utilizzi
Il citrino, come la maggior parte delle altre varietà di quarzo, viene trasformato in pietre preziose. Tuttavia, poiché i citrini naturali sono rari, in commercio vengono venduti quasi esclusivamente citrini artificiali a base di ametiste cotte o quarzo ricolorato. Tali citrini sono spesso erroneamente indicati come "topazio Bahia", "topazio Madeira", "topazio Palmyra" e "topazio Rio Grande". così come topazio boemo o topazio d'oro. Secondo l'organizzazione commerciale CIBJO (Confédération International de la Bijouterie, Joaillerie, Orfèvrerie des Diamantes, Perles et Pierres), il nome del minerale deve essere menzionato per motivi di protezione dei consumatori.

## Distinguere il quarzo citrino
Per riconoscere se il quarzo è un citrino naturale o un altro tipo di quarzo che è stato riscaldato, si devono osservare le tonalità: il citrino riscaldato ha tonalità di arancio più intense di quello naturale e inoltre non è pleocroico (i citrini naturali con colore intenso presentano un debole pleocroismo).
Inoltre se tagliato a gemma può essere facilmente confuso con il topazio, ma misurandone la densità scompare ogni dubbio.